# Maea
Ma'ea Poro es un instrumento musical utilizado por la cultura pascuense (Chile).

## Estructura
Las Ma'ea Poro ('bolón de mar') son piedras duras (en pocos casos son de conchas o relacionados), de forma redonda, cuyo sonido se origina al golpearlas entre sí, provocando un efecto rítmico que acompaña a los conjuntos de cantos y danzas. Para evitar que estas se rompan o se trizen, son extraídas del lecho marino, ya que estas son más duras y resistentes que las piedras terrestres.

## Uso
Antiguamente se utilizaban en los cantos y danzas golpeándolas rítmicamente para además ser acompañadas con el sonido de las palmas.